# Howdon
Howdon – osada w Anglii, w Tyne and Wear, w dystrykcie metropolitalnym North Tyneside. W 2011 miejscowość liczyła 11 129 mieszkańców.